# Jàfar ibn Alí ibn Hamud
Jàfar ibn Alí ibn Hamud (segona meitat del segle ix) fou un governador de Msila, membre d'una família iemenita establerta primer a l'Àndalus i més tard al Màgrib, a la regió de Msila.
Fou governador de Msila pels fatimites, però davant el creixent poder i influència dels zírides, el 871 va fer jurament de lleialtat al califa omeia de Còrdova. Enfrontat al cap de pocs anys amb el hàjib Almansor, aquest el va fer matar el 982/983.